# مارك غراي (مصور)
مارك غراي (بالإنجليزية: Mark Gray)‏ هو مصور أسترالي، ولد في 20 فبراير 1981.